# Янувка (Пйотрковський повіт)
Янувка (пол. Janówka) — село в Польщі, у гміні Розпша Пйотрковського повіту Лодзинського воєводства.
Населення — 164 особи (2011).
У 1975-1998 роках село належало до Пйотрковського воєводства.

## Демографія
Демографічна структура станом на 31 березня 2011 року:
|          | Загалом | Допрацездатний вік | Працездатний вік | Постпрацездатний вік |
| -------- | ------- | ------------------ | ---------------- | -------------------- |
| Чоловіки | 80      | 13                 | 59               | 8                    |
| Жінки    | 84      | 15                 | 51               | 18                   |
| Разом    | 164     | 28                 | 110              | 26                   |